# Museo di storia naturale del Mediterraneo
Il Museo di Storia Naturale del Mediterraneo si trova a Livorno, a breve distanza dal Museo civico Giovanni Fattori.
È ospitato nella storica villa Henderson ed è raggiungibile tramite la linea CTT Nord (già ATL), con fermate in via Roma o piazza Matteotti.

## Storia
Le origini del museo risalgono al 1929 con l'acquisizione del ricco materiale presente nel gabinetto dell'Istituto Tecnico Vespucci; dopo la seconda guerra mondiale, che causò la perdita della raccolta, il museo fu riaperto presso l'allora Acquario comunale Diacinto Cestoni e nel 1980 fu trasferito nella sede di Villa Henderson.
La villa appartenne ad Antonio Orlandi nel 1762 e successivamente passò ai Filippi, ai Guebhard e quindi ai Webb James.
Nel 1917, dopo essere stata della famiglia Bracchini, divenne proprietà di George Henderson, la cui famiglia apparteneva alla comunità britannica della città dalla fine del XVIII secolo. Dopo la sua morte, avvenuta 1934, l'immobile, costituito all'epoca da trenta stanze e da un vasto parco, passò all'amministrazione provinciale di Livorno.
Il giardino conserva ancora in parte il tipico impianto "all'inglese", nato nel tardo Settecento. Notevoli sono le varietà di specie arboree presenti che con una fontana esagonale ed una piccola grotta in pietra con tre piccole arcate, ricoperta da vegetazione spontanea, arricchiscono l'ambiente dominato all'entrata da un secolare pino.

## Descrizione

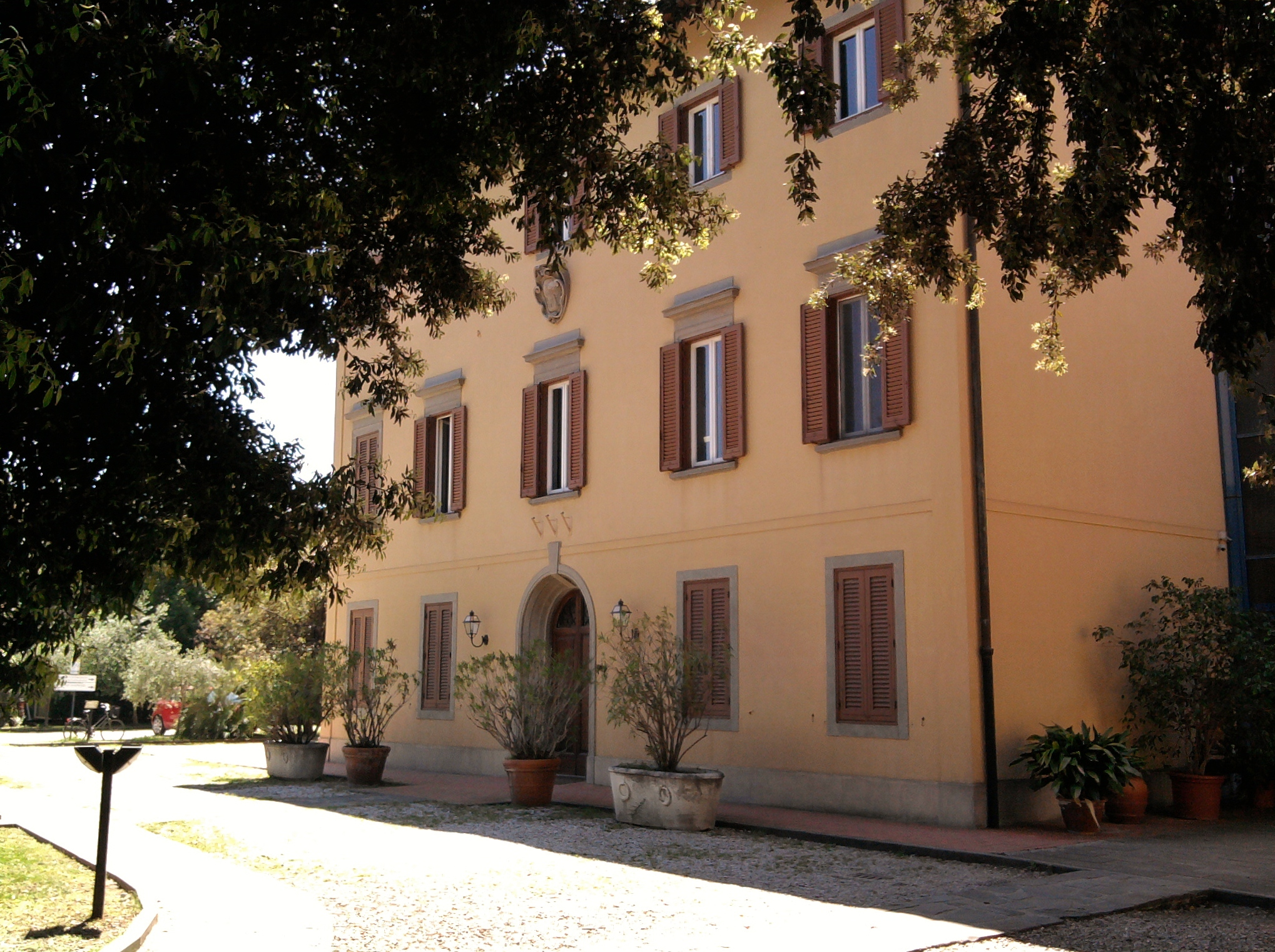
Scorcio della facciata

Il complesso oggi è costituito dalla villa vera e propria dove sono ospitati gli uffici amministrativi e dalla nuova sezione, sviluppata su tre piani, che comprende 4 percorsi articolati in 3 sale espositive: la Sala dell'Uomo, la Sala di Geopaleontologia, la Sala dell'Uomo nel Mediterraneo, la Sala di Anatomia comparata dei Vertebrati. Un quinto percorso, inaugurato nel 2009, riguarda il Volo in Natura ed offre una panoramica sulle strategie elaborate dagli organismi vegetali ed animali dai tempi della preistoria sino ai tempi attuali.
Nello stesso complesso è ospitato il planetario ed un auditorium (con oltre 100 posti a sedere) dotato delle più moderne attrezzature per la riproduzione sonora e visiva.
All'interno del giardino storico si trova la palazzina dove è presente la biblioteca storico-scientifica: con la sua collezione di circa 5.000 volumi e più di 400 riviste, catalogati e fruibili dal pubblico su appuntamento, risulta essere un ottimo centro documentale e banca dati per l'area mediterranea.
Sempre all'interno del giardino storico è presente la Sala degli Invertebrati, dedicata alle numerose varietà di esseri viventi appartenenti alla categoria degli invertebrati, acquatici e terrestri, sia primitivi che più evoluti: una parte della sala riguarda le specie marine (come le spugne, i molluschi, gli echinodermi), mentre un secondo settore interessa gli artropodi terrestri (ad esempio gli aracnidi, i coleotteri, gli odonati ed altri).
Nella Sala del mare, oltre a diorami che riscostruiscono i fondali mediterranei, sono esposti una serie di scheletri di cetacei marini tra cui spicca un esemplare di balenottera comune rinvenuta a Piombino nel 1990. Il padiglione, costruito appositamente per l'esposizione al pubblico del cetaceo e che ne richiama la forma nella sua architerrura costruttiva, offre una ricca documentazione su tutte le specie di pesci, mammiferi, tartarughe e uccelli del Mar Mediterraneo.
Nel 2003 è stato inaugurato il Centro di Educazione Ambientale composto da una serie di laboratori dotati delle più moderne attrezzature: nei locali di questo centro polifunzionale, che rappresenta a tutti gli effetti la sezione didattica del museo, l'istituto museale è in grado di promuovere, non soltanto per il territorio provinciale ma in un ambito ben più vasto, tutta una serie di azioni finalizzate allo sviluppo della didattica per l'Educazione ambientale: il centro spazia dalla botanica alla zoologia, dalla chimica all'archeologia, dalla genetica all'antropologia.
Il museo è dotato del Laboratorio di Conservazione del Germoplasma, ampliato nel 2009 nella struttura già esistente, all'interno del quale è conservata e archiviata in modo informatico, una banca dei semi delle principali specie mediterranee. L'attività che viene svolta all'interno di questo settore è finalizzata soprattutto alla salvaguardia delle specie a rischio di estinzione ed ha attivi canali di scambio con altre banche del germoplasma europee.
È presente anche un orto botanico che costituisce la proiezione esterna delle sale del museo. Esso ripropone la flora del bacino del Mediterraneo, con particolare riferimento alla provincia labronica e al suo Arcipelago. In una zona dell'orto è posizionata una stazione meteo in grado di rilevare giornalmente vari parametri climatici e di effettuare medie statistiche nel lungo periodo.
Sempre nel 2009 il museo ha ulteriormente esteso i suoi spazi espositivi grazie all'inaugurazione di una Sala delle Esposizioni temporanee all'interno della quale si alternano mostre di carattere scientifico o culturale.